# Primærproduktion
Primærproduktionen er inden for økologien de autotrofe organismers produktion af kulstofforbindelser. Den kan bedømmes i sin helhed, dvs. som bruttoprimærproduktionen eller som den rest, der er tilbage, når de autotrofe har brugt en del til egen respiration, dvs. nettoprimærproduktionen.